# Cùng nhau đi Hồng binh
Cùng nhau đi Hồng binh là một bài hát theo điệu March được sáng tác năm 1930 của nhạc sĩ Đinh Nhu, được coi là bài hát đầu tiên của nhạc đỏ Việt Nam.
Một số nhà nghiên cứu còn cho rằng ca khúc này là ca khúc mở đầu của tân nhạc (nếu không tính bài Dạ cổ hoài lang còn mang âm hưởng ngũ cung của nhạc cổ, sáng tác trước đó).

## Lịch sử

### Sáng tác
Tác giả Đinh Nhu sáng tác bài hát này khi chưa đầy 20 tuổi. Ông vốn không phải là nhạc sĩ, mà chỉ là một thanh niên tham gia hoạt động cách mạng chống thực dân Pháp. Cuối năm 1929, ông bị đế quốc Pháp bắt giam ở Hỏa Lò và kết án tù chung thân đày đi Côn Đảo. Năm 1930, tại Hỏa Lò, Đinh Nhu mang số tù 10549. Được sự gợi ý của các anh em trong tù, Đinh Nhu đã sáng tác bài hành khúc Hồng quân ca bằng cây sáo trúc ở ngoài chuyển vào. Bài hát sau này có tên gọi là Cùng nhau đi Hồng binh, được anh em tù hát khắp các nhà lao Bắc, Trung, Nam trong cao trào Xô Viết Nghệ Tĩnh và trở thành một bài ca phổ biến khắp cả nước.

### Phổ biến
Khi bị đưa đi đến các nhà tù Côn Đảo hay Nghĩa Lộ, nhạc sĩ đều tranh thủ phổ biến bài hát này cho các anh em trong tù. Theo Nguyên Hồng, năm 1937 ông đã thấy Đinh Nhu dạy hát bài "Cùng nhau đi Hồng binh" cho các thanh niên trên một góc xếp ở phố Cát Dài. Năm 1939, Đinh Nhu còn hướng dẫn một số người trong Đề lao Hải Phòng hát ca khúc này.
Tuy được sáng tác năm 1930 nhưng bài hát chỉ thực sự lan truyền phổ biến trong quần chúng vào năm 1945, khi phong trào kháng Nhật, chống Pháp lên cao, dẫn đến Cách mạng tháng Tám. Cùng với nhiều bài khác như Cờ Việt Minh (Vương Gia Khương), Tiếng gọi Thanh niên và Lên đàng (Lưu Hữu Phước), Du kích ca (Đỗ Nhuận), Tiến quân ca (Văn Cao), Cùng nhau đi Hồng binh đã được hát ở nhiều nơi, tại các cuộc biểu tình, mít tinh trong giai đoạn cách mạng đó.
Bài hát này được đưa vào một đoạn tổ khúc giao hưởng Hồi tưởng của nhạc sĩ Hoàng Vân. Trong một số tiểu thuyết và truyện ngắn của Nguyên Hồng, nhà văn cũng có lồng nội dung của bài hát vào trong các tác phẩm của ông.

## Lời bài hát
Cùng nhau đi Hồng binh

Đồng tâm ta đều bước

Đừng cho quân thù thoát

Ta quyết chí hy sinh.

Nào anh em nghèo đâu

Liều thân cho đời sống

Mong thế giới đại đồng

Tiến lên quân Hồng.

Đời ta không cần lo

Nhà ta không cần tiếc

Làm sao cho toàn thắng

Ta mới sống yên vui.

Nào anh em nghèo đâu

Liều thân cho đời sống

Mong thế giới đại đồng

Tiến lên quân Hồng.